# Nitrocellulose
Nitrocellulose (eller skydebomuld, nitrovat, springvat, springbomuld) er et yderst brandfarligt stof, der fremkommer ved en blanding af cellulose og salpetersyre.
Stoffet blev opdaget i 1846 ved et uheld, da den tysk-svejtsiske kemiker Christian Friedrich Schönbein spildte noget koncentreret salpetersyre (HNO3) på bordet. Dette skyndte han sig at tørre op med en klud, som var lavet af cellulose (f.eks. bomuld). Kluden blev efterfølgende hængt til tørre over hans brændekomfur. Da den var blevet tør brød den i brand og eksploderede.
Denne metode er siden blevet videreudviklet ved at blande 1 del salpetersyre og 1 del svovlsyre (H2SO4), lade noget bomuldsvat opsuge syreblandingen og lade den trække i 25 minutter, og efterfølgende skylle vattet fri for syre og lade det tørre, ved temperaturer under 100°C.
Nitrocellulose, eller skydebomuld, er et meget godt alternativ til sort krudt, da det udvikler et dobbelt så stort gastryk som en tilsvarende mængde sort krudt, og den udviklede røg er meget svag.
Nitrocellulose bruges også til fremstilling af celluloid, en form for plastik, der før i tiden blev meget anvendt. 